# Giải bóng đá vô địch quốc gia Guam
Giải bóng đá vô địch quốc gia Guam hay Guam Soccer League (GSL) là giải bóng đá cao nhất của Hiệp hội bóng đá Guam ở Guam, lãnh thổ của Hoa Kỳ. Kể từ năm 2004, GSL chỉ có một hạng đấu:  Division 1. Kể từ năm 2007, giải đấu kéo dài mùa giải ra khi khởi tranh từ mùa thu và kết thúc vào mùa đông. Trước đây, GSL chia thành hai mùa giải: Mùa xuân và Mùa thu. Khi đội vô địch của mùa giải Mùa xuân và Mùa thu khác nhau, một trận đấu sẽ diễn ra để quyết định đội vô địch cuối cùng.

## Đội bóng mùa giải 2016–17

### Division 1
- Bank of Guam Strykers FC
- Guam Shipyard
- Haya United FC
- NAPA Rovers FC
- Quality Distributors

## Đội vô địch trước đây
Các đội vô địch như sau:
- 1990: University of Guam
- 1991: University of Guam
- 1992: University of Guam
- 1993: University of Guam
- 1994: Tumon Taivon (Tamuning)
- 1995: G-Force (Continental Micronesia)
- 1996: G-Force
- 1997: Tumon Soccer Club
- 1998 Tổng kết: Anderson Soccer Club
  - 1998 Mùa xuân: Anderson Soccer Club
  - 1998 Mùa thu: Island Cargo
- 1999 Tổng kết: Coors Light Silver Bullets
  - 1999 Mùa xuân: Carpet One
  - 1999 Mùa thu: Coors Light Silver Bullets
- 2000 Tổng kết: Coors Light Silver Bullets
  - 2000 Mùa xuân: Coors Light Silver Bullets
  - 2000 Mùa thu: Navy
- 2001 Tổng kết: Staywell Zoom
  - 2001 Mùa xuân: Coors Light Silver Bullets
  - 2001 Mùa thu: Staywell Zoom
- 2002 Tổng kết: Guam Shipyard
  - 2002 Mùa xuân: Guam Shipyard
  - 2002 Mùa thu: Guam Shipyard
- 2003 Tổng kết: Guam Shipyard
  - 2003 Mùa xuân: Guam Shipyard
  - 2003 Mùa thu: Guam Shipyard
- 2004 Tổng kết: Guam U-18
  - 2004 Mùa xuân: Guam U-18
  - 2004 Mùa thu: Guam U-18
- 2005 Tổng kết: Guam Shipyard
  - 2005 Mùa xuân: Guam Shipyard
  - 2005 Mùa thu: Guam Shipyard
- 2006 Tổng kết: Guam Shipyard
  - 2006 Mùa xuân: Guam Shipyard
  - 2006 Mùa thu: Guam Shipyard
- 2007 Mùa xuân: Quality Distributors
- 2007/08: Quality Distributors
- 2008/09: Quality Distributors
- 2009/10: Quality Distributors
- 2010/11: Cars Plus FC
- 2011/12: Quality Distributors
- 2012/13: Quality Distributors
- 2013/14: Rovers FC
- 2014/15: Rovers FC
- 2015/16: Rovers FC
- 2016/17:Rovers FC
- 2017/18:Rovers FC
- 2018/19:

## Số lần vô địch
Đây là danh sách số chức vô địch các đội bóng ở Guam giành được.
| Câu lạc bộ                                                   | Số lần vô địch |
| ------------------------------------------------------------ | -------------- |
| Guam Shipyard (còn có tên là Staywell, Coors Light, G-Force) | 9              |
| Quality Distributors                                         | 6              |
| University of Guam                                           | 4              |
| Rovers FC                                                    | 5              |
| Tumon Soccer Club (còn có tên là Tumon Taivon)               | 2              |
| Anderson Soccer Club                                         | 1              |
| Guam U-18                                                    | 1              |
| Cars Plus FC                                                 | 1              |

## Cầu thủ đoạt Đôi giày vàng
| Mùa giải      | Cầu thủ                      | Đội bóng                              | Số bàn thắng |
| ------------- | ---------------------------- | ------------------------------------- | ------------ |
| Mùa thu 2006  | Eric Sotto                   | U-17 Quốc gia                         | 32           |
| Mùa xuân 2007 | Eric Sotto                   | U-19 Quốc gia                         | 16           |
| 2007/08       | Ashton Surber                | NO KA OI                              | 20           |
| 2008/09       | Min Sung Choi                | Paintco Strykers                      | 35           |
| 2009/10       | Min Sung Choi Matthew Welton | Paintco Strykers Quality Distributors | 28           |
| 2010/11       | Elias Merfalen               | Cars Plus FC                          | 15           |
| 2011/12       | Scott Spindel Jason Cunliffe | Quality Distributors Guam Shipyard    | 32           |
| 2012/13       | Scott Spindel                | Quality Distributors                  | 42           |
| 2013/14       | Ashton Surber Jason Cunliffe | Southern Cobras Rovers DI             | 32           |
| 2014/15       | Ian Mariano                  | Rovers DI                             | 32           |
| 2015/16       | Min Choi                     | Guam Shipyard                         | 41           |
| 2016/17       | Min Choi                     | Guam Shipyard                         | 32           |
| 2017/18       |                              |                                       |              |